# Gili Air (ö)
Gili Air är en ö i Indonesien.   Den ligger i provinsen Nusa Tenggara Barat, i den sydvästra delen av landet, 1 000 km öster om huvudstaden Jakarta. Arean är 1,8 kvadratkilometer.
Terrängen på Gili Air är mycket platt. Öns högsta punkt är 14 meter över havet. Den sträcker sig 1,7 kilometer i nord-sydlig riktning, och 1,4 kilometer i öst-västlig riktning.  I omgivningarna runt Gili Air växer i huvudsak städsegrön lövskog.
Följande samhällen finns på Gili Air:
- Gili Air